# 阿森納槍械2011A1雙管手槍
阿森納槍械AF2011-A1是由義大利阿森納槍械推出的一款雙管半自動手槍。

## 歷史
AF2011A1手槍的出現是為了以最低的成本以增加.45 ACP彈的彈道性能。
雙管半自動手槍最早起源於1910年代，當時的Grieco手槍便採用了雙槍管的設計，以達到同樣的目的。
以下為阿森納槍械官網對AF2011的描述：
AF2011-A1雙管手槍為歷史上首款工業化雙管半自動手槍。它的原本理念是源自10年前的瑞士槍械設計師維維安·穆勒，他當時在切割和焊接SIG P210手槍方面具有相當的經驗，得出的結果為一枝長滑套和雙槍管的9毫米手槍，那是一件戰功卓著的收藏物，而且運作良好。我們的理念是要挑戰得更遠：透過製作一枝真正的工業化，市場就緒的雙管.45口徑手槍以紀念柯爾特M1911A1這個傳奇誕生一百週年。在這6個月間的短時間内，我們經過劇烈和日夜不停的3D設計，立體光刻定型及零件加工後最終取得了成功。——Arsenal Firearms AF2011 Description

## 設計
AF2011-A1是以M1911作原型的雙管手槍，它繼承了M1911的大部份零件，而實際上比較像是把兩枝M1911合併成一件武器。
該槍在左右兩邊均設有各一套火控組和扳機，而覆進簧導桿、覆進簧、擊錘等許多零件在每邊也各設有一套、或被焊接在一起，並使用一對每邊單排8發的複式彈匣，為兩邊同時各自供彈。
不過該槍的彈匣釋放鈕、額外保險、握把保險和機械瞄具等零件卻只有一套，但在某程度上拉長了和放大了它們的尺寸，以適應該槍的加大厚型滑套和底把。
由於AF2011-A1在發射時兩邊都會同時出彈和拋殼，因此嚴格而言它可能比較符合兩發點放的特性，而非純粹的半自動手槍。
槍上大多數的零件，包括：擊針、擊針底座、阻鐵組、彈簧及覆進簧、覆進簧導桿和擊錘簧座都能夠跟標準的M1911樣式手槍通用。

## 彈藥
AF2011-A1能夠使用以下彈藥：
- .45 ACP
- .38 Super（英语：.38 Super）

## 衍生型
直至2015年9月為止，AF2011具有以下的衍生型：
- 標準型（Standard）：以M1911作原型的雙管手槍。
- 決鬥者型（Dueller）：使用6.5吋SUS416不銹鋼槍管、鋸齒式的滑套、「麥林海狸」式手槍握把及定制的扳機組。
- 決鬥者棱光型（Dueller Prismatic）：具有額外的制退器、靈巧的45°制動口、鋸齒式的滑套、6.5吋SUS416不銹鋼槍管、「麥林海狸」式握把保險、定制的扳機組及G10戰術握把。

## 流行文化

### 電影
AF2011A1決鬥者棱光型曾出現在2015年的詹姆斯·邦德電影，並作為電影中的反派角色辛克斯先生（Mr. Hinx）所使用的一款武器。阿森納槍械為該電影提供了5枝被改裝至發射電影空包彈的手槍。
2017年電影則為第二部出現該槍的電影。

### Jerry Miculek的影片
於2015年5月，美國專業射擊選手Jerry Miculek在他的Youtube頻道中上載了一段他本人同時使用兩枝.45口徑AF2011A1進行射擊的影片。在影片中，Miculek在1.5秒的短時間內發射了共20發子彈。
期後該段影片立刻便走紅了，並在許多的槍械和綜合新聞刊物當中提及。 直至2015年10月為止，該影片已有超過340萬人觀看並成為Miculek在其Youtube頻道中觀看率最高的影片。

### 電子遊戲
於《殺戮空間2》中作為一款可用手槍登場。